# اريك كيلي
اريك كيلي (بالإنجليزية: Eric Kelly)‏ هو لاعب كرة قدم أمريكية أمريكي، ولد في 15 يناير 1977 في ميلواكي في الولايات المتحدة.

## وصلات خارجية
- اريك كيلي على موقع مرجع كرة القدم المحترفة.كوم (الإنجليزية)